# Knežja vas
Knežja vas je naselje v občini Trebnje.
Knežja vas je gručasta vasica na griču ob cesti Trebnje–Dobrnič, ki se tu najvišje dvigne. Ime kraja spominja na posest Turjačanov, ki so na tem območju imeli obširne posesti in njive Vinšček, Dobrave, Dovc in Kalnikje, v preteklosti pa je bila tukaj tudi zbiralnica mleka. V vasi je bila šola ustanovljena že leta 1908, pouk pa se je izvajal od leta 1935, ko so za šolo preuredili zasebno poslopje. Leta 1760 je severni del vasice, enonadstropni Grad Mala vas zgradil Wolf Engelbert, Turjačan in lastnik bližnjega opuščenega gradu Kozjek. Okoli leta 1750 je gradič prešel v roke Bernarda Antona Jenčiča, njegova hči pa ga je kot doto prinesla Janezu Baragi, bivšemu grajskemu oskrbniku na Mirni. Tu se jima je rodil sin Friderik Baraga (1797–1868), slavni ameriški misijonar, ki je opisal indijanska plemena med katerimi je deloval ter sestavil slovnico in slovar očipvejskega jezika. Dvorec je zdaj le večje kmečko poslopje in last rodbine Lah. 
V vasi stoji tudi cerkev svete Neže, ki se omenja že leta 1526, jedro prvotne srednjeveške stavbe pa je skrito v pravokotni podolžni ladji, ki so jo dvignili in razširili za dve stranski kapeli na južni in severni strani ter ji dodali ravno zaključen prezbiterij. Notranjščina je v celoti obokana, obe stranski kapeli, ki sta bili postavljeni hkrati, pa sta pokriti s kupolami. Glavni cerkveni oltar je iz začetka 18. stoletja, oltar svete Notburge v južni stranski kapeli iz leta 1697, severni stranski oltar svetega Izidorja iz druge polovice 18. stoletja, prižnica pa iz 17. stoletja. Po pripovedovanju domačinov pa je bilo nad vaško cesto tudi prazgodovinsko gradišče. 